# Tasenia nigromaculalis
Tasenia nigromaculalis là một loài bướm đêm trong họ Crambidae.